# Líbano en los Juegos Olímpicos de Turín 2006
Líbano estuvo representado en los Juegos Olímpicos de Turín 2006 por tres deportistas, dos hombres y una mujer, que compitieron en dos deportes.
El equipo olímpico libanés no obtuvo ninguna medalla en estos Juegos.